# Jurij Vakulko
Jurij Mikolajovič Vakulko (in ucraino Юрій Миколайович Вакулко?; Odessa, 10 novembre 1997) è un calciatore ucraino, centrocampista del Ordabasy.

## Carriera

### Club
Ha giocato nella prima divisione ucraina, in quella serba ed in quella lettone.

### Nazionale
Ha giocato nelle nazionali giovanili ucraine Under-19 ed Under-21.

## Statistiche

### Presenze e reti nei club
Statistiche aggiornate al 29 ottobre 2019.
| Stagione        | Club            | Campionato      | Campionato | Campionato | Coppe nazionali | Coppe nazionali | Coppe nazionali | Coppe continentali | Coppe continentali | Coppe continentali | Supercoppe | Supercoppe | Supercoppe | Totale | Totale |
| Stagione        | Club            | Comp            | Pres       | Reti       | Comp            | Pres            | Reti            | Comp               | Pres               | Reti               | Comp       | Pres       | Reti       | Pres   | Reti   |
| --------------- | --------------- | --------------- | ---------- | ---------- | --------------- | --------------- | --------------- | ------------------ | ------------------ | ------------------ | ---------- | ---------- | ---------- | ------ | ------ |
| 2014-2015       | Dnipro          | PL              | 0          | 0          | CU              | 1               | 0               | UEL                | -                  | -                  | -          | -          | -          | 1      | 0      |
| 2016-2017       | Dnipro          | PL              | 26         | 2          | CU              | 2               | 0               | -                  | -                  | -                  | -          | -          | -          | 28     | 2      |
| 2017-gen. 2018  | Dnipro          | DL              | 12         | 0          | CU              | 0               | 0               | -                  | -                  | -                  | -          | -          | -          | 12     | 0      |
| Totale Dnipro   | Totale Dnipro   | Totale Dnipro   | 38         | 2          |                 | 3               | 0               |                    | -                  | -                  |            | -          | -          | 41     | 2      |
| gen.-giu. 2018  | Partizan        | SL              | 2          | 0          | KS              | 0               | 0               | UEL                | 0                  | 0                  | -          | -          | -          | 2      | 0      |
| 2018-2019       | Arsenal Kiev    | PL              | 9          | 0          | CU              | 1               | 0               | -                  | 0                  | 0                  | -          | -          | -          | 10     | 0      |
| 2019-2020       | Dnipro-1        | PL              | 8          | 0          | CU              | 0               | 0               | -                  | 0                  | 0                  | -          | -          | -          | 8      | 0      |
| Totale carriera | Totale carriera | Totale carriera | 57         | 2          |                 | 4               | 0               |                    | 0                  | 0                  |            | -          | -          | 61     | 2      |

## Palmarès

### Club

#### Competizioni nazionali
- Coppa di Serbia: 1

Partizan: 2017-2018